# NSTG Böhmisch Leipa
NSTG Böhmisch Leipa (celým názvem: Nationalsozialistische Turngemeinde Böhmisch Leipa) byl německý sportovní klub, který sídlil ve městě Böhmisch Leipa v okupovaných Sudetech. Založen byl v roce 1939 po zániku původního sportovního klubu Deutscher SV Böhmisch Leipa. Zanikl v roce 1945 po postupném ústupu německých vojsk z území města. Své domácí zápasy odehrával na stadionu Vogelwiese.
Největším úspěchem klubu byla celkem tříletá účast v Gaulize Sudetenland, jedné ze skupin tehdejší nejvyšší fotbalové soutěže na území Německa.

## Umístění v jednotlivých sezonách
Stručný přehled
Zdroj: 
- 1939–1941: Gauliga Sudetenland – sk. 2
- 1943–1944: Gauliga Sudetenland – sk. 2

Jednotlivé ročníky
Zdroj: 
Legenda: Z - zápasy, V - výhry, R - remízy, P - porážky, VG - vstřelené góly, OG - obdržené góly, +/- - rozdíl skóre, B - body, červené podbarvení - sestup, zelené podbarvení - postup, fialové podbarvení - reorganizace, změna skupiny či soutěže
| Velkoněmecká říše (1939 – 1944) |                             |        |                                                             |                                                             |                                                             |                                                             |                                                             |                                                             |                                                             |                                                             |        |
| Sezóny                          | Liga                        | Úroveň | Z                                                           | V                                                           | R                                                           | P                                                           | VG                                                          | OG                                                          | +/-                                                         | B                                                           | Pozice |
| 1939/40                         | Gauliga Sudetenland – sk. 2 | 1      | 8                                                           | 4                                                           | 1                                                           | 3                                                           | 24                                                          | 20                                                          | +4                                                          | 9                                                           | 2.     |
| 1940/41                         | Gauliga Sudetenland – sk. 2 | 1      | Klub se odhlásil v průběhu sezóny, výsledky byly anulovány. | Klub se odhlásil v průběhu sezóny, výsledky byly anulovány. | Klub se odhlásil v průběhu sezóny, výsledky byly anulovány. | Klub se odhlásil v průběhu sezóny, výsledky byly anulovány. | Klub se odhlásil v průběhu sezóny, výsledky byly anulovány. | Klub se odhlásil v průběhu sezóny, výsledky byly anulovány. | Klub se odhlásil v průběhu sezóny, výsledky byly anulovány. | Klub se odhlásil v průběhu sezóny, výsledky byly anulovány. | 6.     |
| ...                             |                             |        |                                                             |                                                             |                                                             |                                                             |                                                             |                                                             |                                                             |                                                             |        |
| 1943/44                         | Gauliga Sudetenland – sk. 2 | 1      | 9                                                           | 2                                                           | 4                                                           | 3                                                           | 22                                                          | 25                                                          | -3                                                          | 8                                                           | 4.     |